# A Girl on the Shore
A Girl on the Shore (яп. うみべの女の子, Umibe no Onnanoko, укр. Дівчина на березі) — манґа, написана та проілюстрована Ініо Асано. Вона розповідає про двох учнів молодших класів старшої школи, які вступають у випадкові сексуальні стосунки. Манґа виходила в журналі Manga Erotics F видавництва Ohta Publishing з 2009 по 2013 рік.
20 серпня 2021 року манґа була адаптована у вигляді ігрового фільму режисера Ацуші Уеда.

## Сюжет
Після того, як Місакі, старшокласник, змушує Коуме Сато зробити йому мінет на першому побаченні, вона використовує Кейсуке Ісобе, щоб помститися, і просить його позбавити її цноти. Вони починають «дружбу з привілеями», і хоча Ісобі подобалася Коуме ще в сьомому класі, вона не відповідає йому взаємністю. Оскільки батьки Ісобе не часто бувають удома, Коуме проводить час у нього, читаючи манґу, слухаючи музику та сексуально експериментуючи з Ісобе. Переслідуваний самогубством брата, Ісобе також продовжує вести свій аніме-блог. Коли Коуме отримує в подарунок фотоапарат, Ісобе віддає їй знайдену ним додаткову SD-карту, на якій вона знаходить фотографії дівчини на березі, а згодом видаляє їх з його комп'ютера через ревнощі. Це призводить до того, що Ісобе ігнорує її, і Коуме розуміє, що він їй подобається. Однак він розлучається з нею через нудьгу. Шота Кашіма — найкращий бейсболіст школи і друг дитинства Коуме — вступає в конфлікт з Ісобе після того, як поширилися чутки про їхні стосунки. Ісобе провокує Кашіму, і коли Кашіма кидається на нього, вони падають через перила.
Кашіма травмує свою ногу, через що не може брати участь у префектурному турнірі. Коуме тусується з Місакі та його друзями, але йде після того, як він намагається змусити її курити канабіс і поцілувати його. Коуме приходить до Ісобе додому, вони займаються сексом, і він розповідає їй про свій намір покінчити життя самогубством. Коуме пише йому листа і купує копію альбому гурту Happy End з піснею «Gather the Wind» (яку вона почула у нього вдома), щоб подарувати йому на шкільному фестивалі. Ісобе нападає на Масакі та його друга, і викликає на них поліцію, щоб та знайшла в їхніх сумках нелегальний канабіс. У день шкільного свята — день народження Ісобе, а також день самогубства його брата — Коуме просить зіграти пісню «Gather The Wind», але виявляє, що Ісобе не з'являвся в школі вже три дні. Коуме відчайдушно шукає Ісобе під час шторму, але не знаходить його вдома, лише записку зі словами «вибач». Коли через тиждень вона бачить веселого Ісобе, він розповідає їй, що познайомився з дівчиною на фотографіях і отримав її електронну адресу, щоб потрапити до її школи. Коуме зізнається йому у своїх почуттях і запрошує на побачення, але він відмовляється. У старших класах у Коуме з'являється хлопець, з яким вона цілується. Дорогою додому вона зустрічає Кашіму, який виявляє, що все ще має до неї почуття. На березі вона вигукує, що знайшла те, що шукала: «щось більше за все інше — море!».

## Виробництво
Коли Асано починав працювати в індустрії манґи, він сприймав сексуальність як нормальну частину життя, тож використовував її для відображення реальності у своїх роботах. Він відчував, що створив A Girl on the Shore в потрібний час, бо згодом опинився в несприятливому середовищі в Японії, де читачі манґи не очікували побачити сексуальні сцени, які не були чітко позначені як еротичні чи порнографічні. Шейнон К. Гарріті з Anime News Network вважає, що показ лобкового волосся в манзі є «ознакою змін у японському видавництві», оскільки раніше на це було накладено табу.

## Медіа

### Манґа
Манґа публікувалася в журналі Manga Erotics F видавництва Ohta Publishing з 7 липня 2009 року в 58-му номері до 7 січня 2013 року в 77-му номері. Видавництво зібрало 20 розділів у два томи 17 березня 2011 року та 21 лютого 2013 року. На Genericon 2015 Vertical оголосила, що ліцензувала манґу англійською мовою, випустивши її як омнібус 19 січня 2016 року. Через відвертий сексуальний характер том продавався в термоусадочній упаковці. У лютому 2023 року Kodansha USA випустила манґу у твердій палітурці з новою обкладинкою.
Манґа також була випущена у Франції компанією Éditions IMHO, у Німеччині — Tokyopop Germany, в Іспанії — Milky Way Ediciones, в Італії — Panini Comics, на Тайвані — Taiwan Tohan, та в Аргентині Editorial Ivrea.

### Ігровий фільм
Адаптація манґи у вигляді ігрового фільму режисера Ацуші Уеда вийшла 20 серпня 2021 року. У фільмі зіграли Рука Ішікава у ролі Коуме Сато та Юдзу Аокі у ролі Кейсуке Ісобе. World's End Girlfriend створив саундтрек для фільму.

## Сприйняття

### Манґа
Ребекка Сільверман з Anime News Network визнала реалістичним зображення підліткових стосунків у манзі, а ставлення Асано до персонажів — шанобливим, зазначивши, що манґа «не цурається своїх емоційних проблем», і зробивши висновок, що манґа залишається в пам'яті після її прочитання. Гейб Перальта з The Fandom Post назвав манґу «емоційною подорожжю про емоційно зламаних дітей», яка супроводжується «прекрасним візуалом». Аманда Вейл з Otaku USA високо оцінила стиль малюнку Асано, назвавши його розкішним і детальним, і сказала, що його контраст з відносинами Коуме і Кейсуке формує «гостру, майже болісну тугу». Еш Браун з Manga Bookshelf назвав зображення підліткового сексу «відвертими», але «невід'ємними від історії», оскільки вони «несуть у собі сенс, що виходить за межі збудження». Він також назвав манґу «жорстоко тривожною і вражаючою», зробивши висновок, що її теми самотності та ізоляції підкреслюються «детальними фоновими зображеннями, драматичними перспективами, розташуванням панелей і використанням простору» Асано. Ши Хеннум з The A.V. Club похвалив автора за його «здатність тупо відтворювати складні стосунки», зазначивши, що замість того, щоб впадати в нігілізм, Асано зберігає баланс меланхолії та ідеалізму. Хеннум підсумовує, що манґа «тримається на проникливому спостереженні Асано за людськими емоціями, а також на його конфронтаційному і красивому зображенні цих емоцій». Шон Роджерс з The Globe and Mail порівняв манґу з фільмами «Товста дівчинка» та «Малята» у тому, що вона «відверто і чесно розкриває сексуальність своїх юних героїв», назвавши підхід Асано «грубим і немиготливим, але ніколи не непристойним». Він також назвав стосунки головних героїв «напруженими» і похвалив «виразну силу малюнку». Елліот Пейдж з подкасту UK Anime Network назвав манґу захоплюючою та насиченою, зазначивши, що вона «з такою турботою, повагою та інтелектом розповідає про персонажів та їхню долю». Він також назвав якість малюнку чудовим і зробив комплімент фоновим зображенням, порівнявши спосіб, у який манґа створює «кишеньковий вимір», з The Flowers of Evil.
Манґа була частиною Sélection Officielle на Ангулемському міжнародному фестивалі коміксів у 2016 році.

### Ігровий фільм
Джеймс Хедфілд з The Japan Times вважає, що екранізація нетворчо використала вихідний першоджерело як розкадровку, втративши емоції та атмосферу оригіналу. Хедфілд також сказав, що сцени між головними героями були непереконливими, зробивши висновок, що фільм «так і не зміг відповісти на виклик своєї ризикованої тематики».